# Lyn Collins
Pour les articles homonymes, voir Collins.
Ne doit pas être confondu avec Lynn Collins.
Lyn Collins (12 juin 1948 à Abilene, Texas – 13 mars 2005 à Pasadena, Californie) est une chanteuse américaine, connue en particulier pour avoir chanté avec James Brown dans les années 1970.

## Carrière
Lyn Collins était l'une des plus grandes voix funk des années 1970 qui demeure relativement méconnue du grand public, même si certaines de ses chansons sont célèbres. Elle n'a jamais été créditée pour un certain nombre de tubes dont elle est pourtant l'auteur, dont le titre Think (About It), plusieurs fois samplé, aussi bien par les rappeurs (Rob Base and DJ E-Z Rock (en), Kanye West, J Dilla, Curren$y, Slick Rick, Immortal Technique, Dilated Peoples, entre autres), que par les DJs de house ; James Brown s'est en effet parfois attaché à minimiser le rôle de ses protégé(e)s.
Dans son travail aux côtés de James Brown comme dans son travail solo (les deux albums Think (About It) et Check Me Out If You Don't Know Me by Now, elle fait preuve d'énergie et de charisme, qui lui vaudra ce surnom de Female Preacher par James Brown.
Sa carrière de chanteuse funk (elle reste la référence du genre jusqu'à ce jour) coïncide avec la vie du label People Records, alors propriété de James Brown (entre 1971 et avril 1976). Tous ses hits sont labellisés People Records et orchestrés par le groupe maison de James Brown, les JB's.

## Discographie

### Albums studio
- 1972 : Think About It
- 1975 : Check Me Out If You Don't Know Me by Now